# Materialteknik
Materialteknik är läran om materials struktur, egenskaper, framställning och användning, och är en del av ingenjörsvetenskapen. Det är ett område som täcker många vetenskapliga discipliner, såsom fasta tillståndets fysik och kemiteknik men även områden som industriell design, hållfasthetslära och termodynamik. 
En stor del av forskningen inom materialteknik går ut på att förstå hur material är uppbyggda och hur denna uppbyggnad påverkar dess egenskaper. Detta resulterar i information som gör det enklare att välja material till respektive användningsområden. Informationen hjälper också till för att ta fram nya material med annorlunda egenskaper. Ett annat stort område inom materialteknik är haveriundersökningar, det vill säga att ta reda på varför material havererar.